# Esteve I (patriarca de Constantinoble)

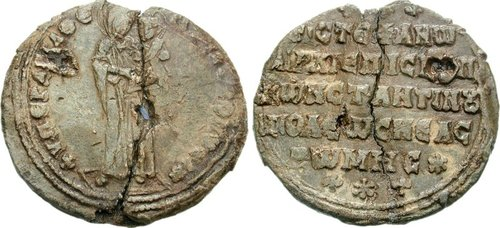
Segell de plom d'"Esteve, Arquebisbe de Constantinoble Nova Roma" (podria ser tant d'Esteve I com d'Esteve II)

Esteve I — grec: Στέφανος Α΄, Stephanos I— (novembre del 867 - 18 de maig del 893) va ser Patriarca de Constantinoble de l'any 886 al 893.
Nascut a Constantinoble, Esteve era fill d'Eudòxia Inguerina i, oficialment, de l'emperador Basili el Macedoni. Tanmateix, al moment en què va ser concebut, Eudòxia era l'amant de l'emperador Miquel III. Consegüentment és possible i plausible, que Esteve fos fill biològic de Miquel, com el seu germà petit que seria l'emperador Lleó VI el Filòsof.
Castrat per Basili I, Esteve es va fer monjo i des d'infant va ser designat per una carrera eclesiàstica. L'any 886 el seu germà, el nou emperador Lleó VI, va destituir el Patriarca Foci i va nomenar a Esteve, de 19 anys, com a nou patriarca.
Com a patriarca Esteve va participar en la translació del cadàver de Miquel III per Lleó VI al mausoleu imperial adossat a l'Església dels Sants Apòstols a Constantinoble. Durant el seu patriarcat no destaca cap esdeveniment excepte que va adquirir reputació de pietós, morint el maig del 893. La seva memòria és commemorada al santoral de l'Església Ortodoxa el 18 de maig.